# Macaca mulatta
El macaco Rhesus (Macaca mulatta), frecuentemente denominado el mono Rhesus, es una especie de primate catarrino de la familia Cercopithecidae, una de las más conocidas de monos del Viejo Mundo.

## Características
Es un macaco típico, común desde Afganistán al norte de la India y China meridional. Los machos crecen y alcanzan una altura de 60 cm, con una cola de unos 30 cm. Presentan dimorfismo sexual; los machos pueden pesar hasta 6 kg; las hembras hasta la mitad y medir 40 cm. Tienen un color que varía desde el marrón al gris, con la cara rosada. Tienen una expectativa de vida de cerca de 25 años. No se conocen subespecies.

## Los macacos y la ciencia
El factor Rh del grupo sanguíneo recibe su nombre del macaco Rhesus, pues fue en este animal donde fue identificado este factor por primera vez.
Fueron usados en los muy conocidos experimentos de apego en los 1950s, bajo el control del psicólogo comparativo Harry Harlow.
Es capaz de reconocerse en un espejo.
La NASA lanzó este macaco al espacio en los años 1950 y 1960, y el Programa Espacial Ruso lo envió al espacio, en 1997 en las Misiones Bion.
En 2018, fue el primer primate clonado, con el nacimiento de dos macacos
. Y en enero de 2001 nació ANDi, el primer primate transgénico; ANDi porta genes extraños originalmente de una medusa Scyphozoa.
Los trabajos del genoma de esta especie se completaron en 2007, haciendo al Rhesus el segundo primate no-humano en tener el genoma secuenciado. El estudio muestra que humanos y macacos comparten cerca del 93 % de su secuencia de ADN y un ancestro común aproximadamente 25 millones de años atrás.
A pesar de que la mayoría de los estudios en Rhesus son de varias localidades del norte de la India, el conocimiento de su conducta natural proviene de estudios en una colonia en el "Centro Caribeño de Estudios con Primates" de la Universidad de Puerto Rico en la isla de Cayo Santiago, Puerto Rico. Se importaron 409 macacos Rhesus de la India y, en 2007 ya eran 950. El personal humano es de 11. No hay depredadores en la isla, y el contacto humano está prohibido, excepto como parte de programas de investigación, a partir de 1938. La colonia es aprovisionada en alguna extensión, pero cerca de su 50 % de la dieta es de forrajeo natural. Estos macacos disfrutan de alimentos como albaricoques, y particularmente arrancan cantidades de malvaviscos.